# Dekonstruktivism

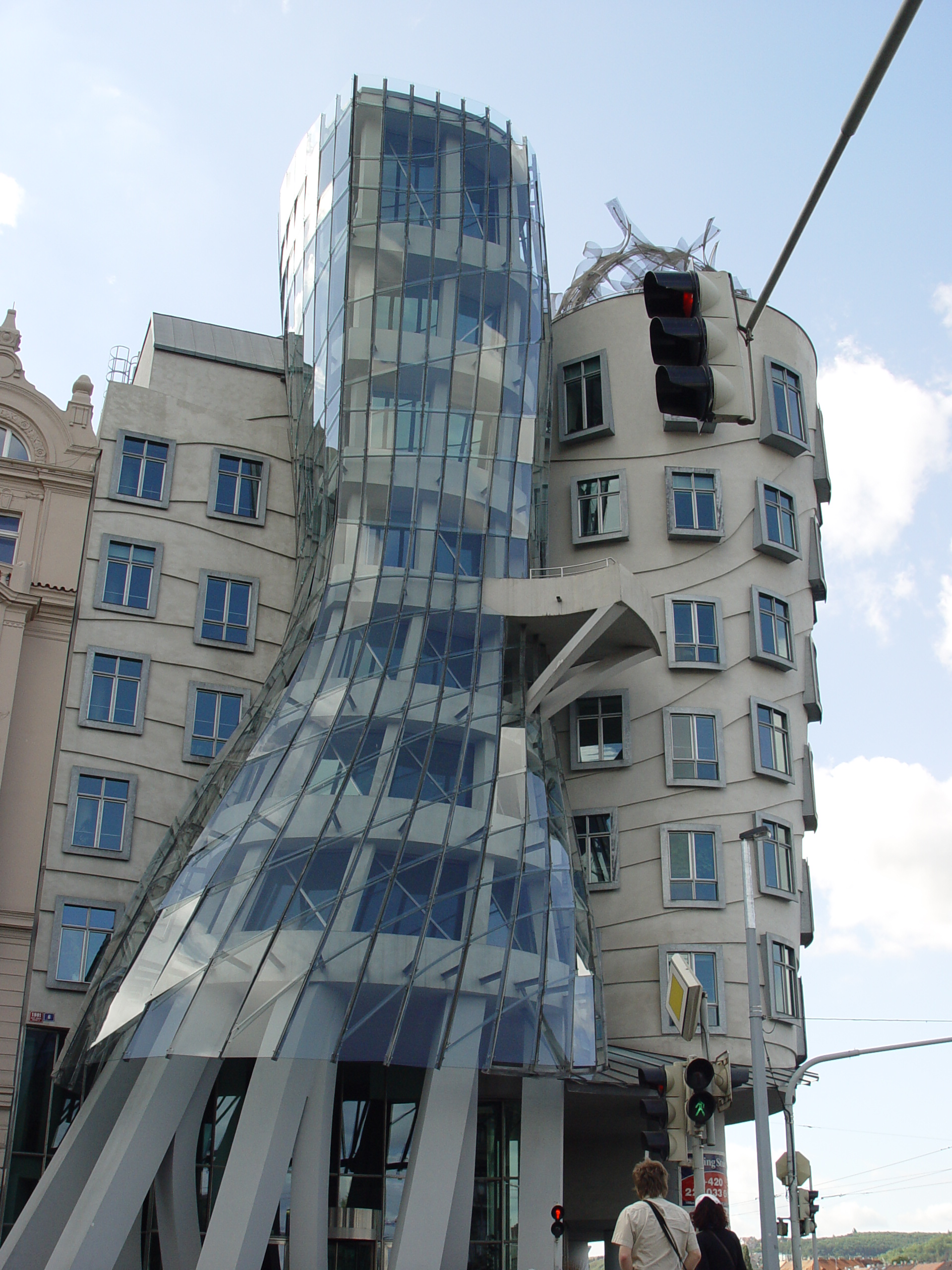
Det dansande huset i Prag, ritat av Vlado Milunić och Frank Gehry.

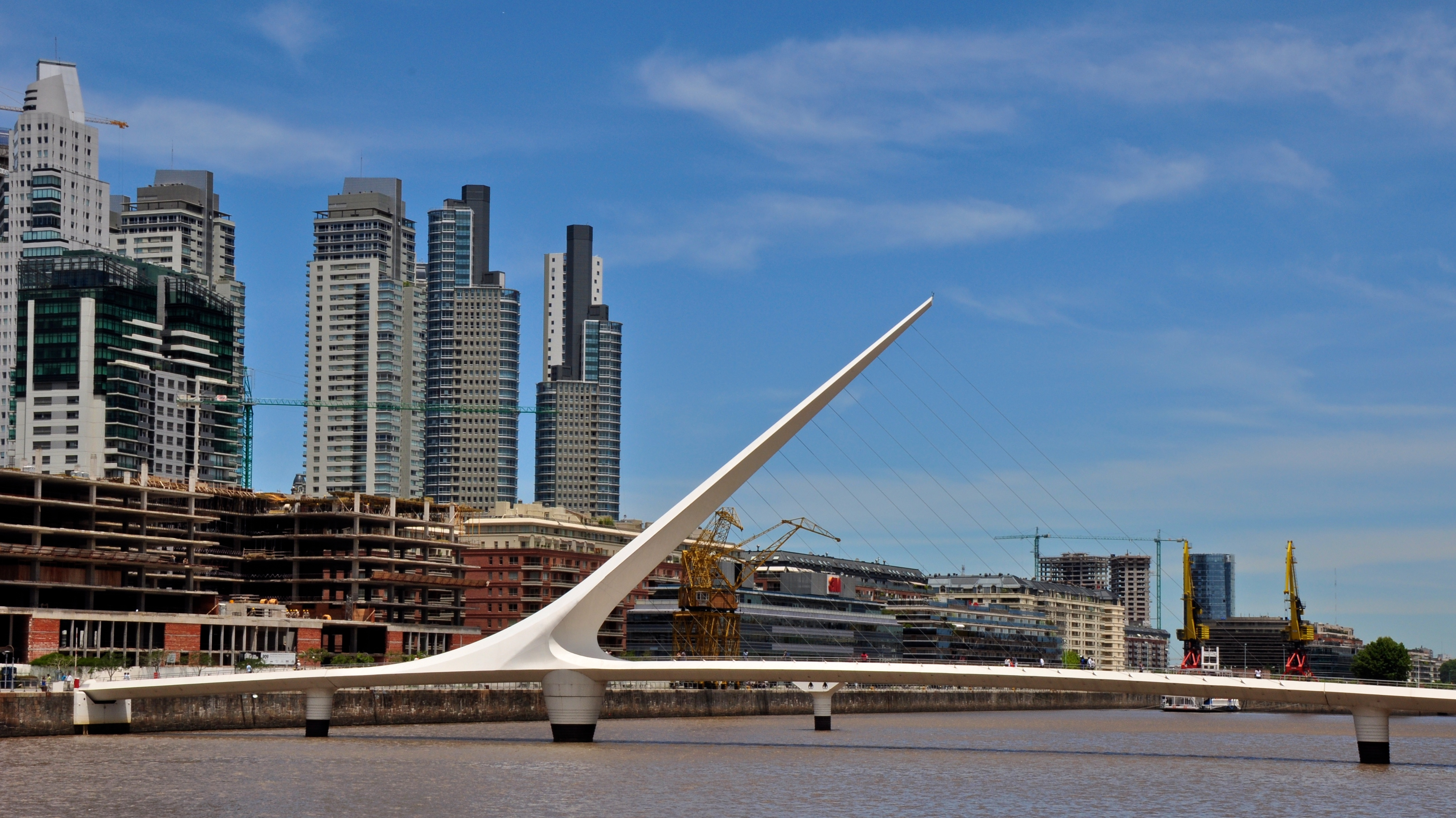
Puente de la Mujer i Buenos Aires, ritad av Santiago Calatrava.

För begreppet i ett filosofiskt sammanhang, se dekonstruktion.
Dekonstruktivism är en arkitekturriktning som uppstod i början av 1980-talet. Arkitekturstilen är inspirerad av dekonstruktivism inom den filosofiska och litteraturvetenskapliga sfären, och framförallt av den algerisk-franske filosofen Jacques Derrida. 
Dekonstruktivismen innebär överlagringar av material och olika geometriska former som skapar konflikter och motsättningar i arkitekturen. Arkitekturstilen laborerar med medvetet förvrängda och upplösta former – kurvlinjer och diagonaler. Företrädare för riktningen är exempelvis de amerikanska arkitekterna Peter Eisenman, Daniel Libeskind och Frank Gehry.

## Dekonstruktivism inom landskapsarkitekturen
Det mest framträdande bidraget inom dekonstruktivistisk landskapsarkitektur är parken Parc de la Vilette i Paris. En internationell arkitekttävling för området utlystes år 1976. Målet och uppgiften var att bygga framtidens vetenskapliga kulturcenter med flera olika institutioner, hallar och ett stort parkområde. Vinnare av tävlingen var arkitekten Bernard Tschumi som hade bjudit in Jacques Derrida att delta i projektet. 